# Muhammet Demir
Muhammet Demir (* 10. ledna 1992, Araklı, Trabzon, Turecko) je turecký fotbalový útočník a reprezentant. Od roku 2011 hraje v tureckém klubu Gaziantepspor.

## Klubová kariéra
V lednu 2011 odešel z Bursasporu do Gaziantepsporu.

## Reprezentační kariéra
Muhammet Demir nastupoval za turecké mládežnické výběry od kategorie do 15 let.
Zúčastnil se Mistrovství Evropy hráčů do 17 let 2009 v Německu, kde Turecko obsadilo nepostupové 3. místo v základní skupině B. Na turnaji jednou skóroval, bylo to v zápase proti Nizozemsku (porážka 1:2).
Následně se v říjnu téhož roku představil na Mistrovství světa hráčů do 17 let v Nigérii, kde mladí Turci vypadli ve čtvrtfinále s Kolumbií až v penaltovém rozstřelu (po prodloužení byl stav 1:1, jediný gól Turecka vstřelil právě Demir).
V A-týmu Turecka debutoval 10. 10. 2014 v kvalifikačním utkání na EURO 2016 v Istanbulu proti České republice (porážka 0:1).